# Jan Říha (Fußballspieler)
Jan Říha (* 11. November 1915 in Písek; † 15. Dezember 1995 in Prag) war ein tschechoslowakischer Fußballspieler.

## Karriere

### Vereine
Aus der Jugend des SK Písek hervorgegangen, rückte Říha 1932 in die Erste Mannschaft auf, der er fünf Jahre lang angehörte. Während dieser Zeit nutzte er die Möglichkeit bei Slavia Prag ein Probetraining zu absolvieren, wobei er nicht zu überzeugen vermochte. 1937 – mit Viktoria Pilsen einen Spielervertrag bereits unterschrieben – hatte sich Sparta Prag bei ihm erkundigt, auf der Suche nach einem Ersatz für den zum FC Sochaux abgewanderten Ferdinand Faczinek. Říha überzeugte auf Anhieb, gehörte dem Verein von 1937 bis 1950 an, kam in der Státni Liga, der seinerzeit höchsten Spielklasse im tschechoslowakischen Fußball, bis 1939, von 1945 bis 1948 und in der Celostátní mistrovství bis 1950, zum Einsatz. Während seiner Vereinszugehörigkeit gewann er jeweils viermal die nationale Meisterschaft und den nationalen Vereinspokal; 1944 gewann er die Meisterschaft im Protektorat Böhmen und Mähren.
Für seinen Verein erzielte er 224 Tore in 429 Spielen; mit seinen 111 Toren in der höchsten Spielklasse gehört er dem Klub ligových kanonýrů (Klub der Kanoniere) an, Erstligatorschützen mit 100 und mehr Toren.

### Nationalmannschaft
Nach nur zwei Erstligaeinsätzen debütierte Říha am 19. September 1937 für die Nationalmannschaft der Tschechoslowakei, die das Freundschaftsspiel in Budapest gegen die Nationalmannschaft Ungarns mit 3:8 verlor; mit dem Ausgleichstreffer zum 1:1 in der 21. Minute erzielte er sogleich sein erstes Länderspieltor. Es war sein erstes von weiteren 17 Länderspielen die in Freundschaft ausgetragen wurden und in denen er sieben weitere Tore erzielte. Drei Länderspiele bestritt er im Jahr 1939 für die Nationalmannschaft von Böhmen und Mähren in der Zeit des bis 1945 bestehenden Protektorat Böhmen und Mähren. Am 27. August wurde die Nationalmannschaft Jugoslawiens mit 7:3 bezwungen, wobei er mit seinem das Tor zum 3:1 in der 37. Minute per Strafstoß beigetragen hatte. Danach gehörte er zur Mannschaft, die am 22. Oktober in Prag ein 5:5 gegen die Nationalmannschaft der Ostmark und am 12. November in Breslau ein 4:4 gegen die Nationalmannschaft Deutschlands erzielt hatte.
Er bestritt ferner beide Spiele der WM-Qualifikationsgruppe 7 gegen die Nationalmannschaft Bulgariens, wobei er im ersten Vergleich am 7. November 1937 in Sofia das Tor zur 1:0-Führung in der 44. Minute erzielte, bevor Georgi Pachedzhiev in der 89. Minute per Strafstoß das Tor zum 1:1-Endstand erzielte. Mit dem 6:0-Sieg am 24. April 1938 in Prag hatte sich seine Mannschaft für die in Frankreich stattfindende Weltmeisterschaft 1938 qualifiziert. Zum WM-Aufgebot gehörend, wurde er bereits in der Auftaktveranstaltung am 5. Juni 1938 in Le Havre eingesetzt. Das Achtelfinale gegen die Nationalmannschaft der Niederlande wurde erst in der Verlängerung mit 3:0 gewonnen. Eine Woche später wirkte er in Bordeaux gegen die Seleção mit, von der man sich 1:1 unentschieden nach Verlängerung getrennt hatte; im notwendig gewordenen Wiederholungsspiel, das zwei Tage später an selber Stätte mit 1:2 verloren wurde, wirkte er nicht mit, da er im Spiel zuvor in der 89. Minute – gemeinsam mit Arthur Machado, mit dem er sich einen Faustkampf geliefert hatte, des Feldes verwiesen worden war. Sein letztes Spiel als Nationalspieler hatte er am 12. Juni 1948 im Prager Letná-Stadion bei der 0:4-Niederlage gegen die Nationalmannschaft Frankreichs bestritten.

## Erfolge
- Tschechoslowakischer Meister 1938, 1939, 1946, 1948
- Meister des Protektorats Böhmen und Mähren 1944
- Tschechischer Pokal-Sieger 1938, 1941, 1943, 1946